# Euploea cordelia
Euploea cordelia là một loài bướm giáp trong phân họ Danainae. It is đặc hữu to Indonesia.